# گنادی یوریوژیخین
گنادی یوریوژیخین (روسی: Геннадий Егорович Еврюжихин؛ ۴ فوریهٔ ۱۹۴۴ – ۱۵ مارس ۱۹۹۸) بازیکن فوتبال اهل اتحاد جماهیر شوروی سوسیالیستی بود.
از باشگاه‌هایی که در آن بازی کرده‌است می‌توان به باشگاه فوتبال لکوموتیو سنت پترزبورگ و باشگاه فوتبال دینامو مسکو اشاره کرد.
وی همچنین در تیم ملی فوتبال شوروی بازی کرده‌است.
وی در مسابقات کشوری و بین‌المللی در مجموع برندهٔ ۱ مدال برنز شده‌است.